# Jim Corbett
Jim Corbett, właśc. James John Corbett, pseud. Gentleman Jim (ur. 1 września 1866 w San Francisco, zm. 18 lutego 1933 w Nowym Jorku) – amerykański bokser, pierwszy bokserski mistrz świata wagi ciężkiej, który zdobył ten tytuł walcząc w rękawicach.

## Życiorys
Urodził się 1 września 1866 w San Francisco w wielodzietnej rodzinie irlandzkiego imigranta z Galway. Jego ojciec miał przedsiębiorstwo wynajmu koni, stać go więc było na zapewnienie edukacji dzieciom. Po ukończeniu szkoły Corbett zaczął pracować jako urzędnik w banku. Uczęszczał do Olympic Club w San Francisco, gdzie zetknął się z boksem. W 1888 porzucił pracę i został zawodowym bokserem. W owym czasie mistrzem świata był John L. Sullivan, który rzadko wychodził na ring, uważając, że nie ma godnych siebie rywali bądź zasłaniając się barierą rasową. Corbett pokonał wielu groźnych pięściarzy m.in. Jake'a Kilraina, Joego Choynskiego, a 21 maja 1891 zremisował w 61 rundach z Peterem Jacksonem, którego obawiał się Sullivan. W ten sposób wyrósł na głównego pretendenta do tytułu.
Był zawodnikiem wybitnym technicznie. Bardzo trudny do trafienia, prezentował znakomitą pracę nóg, sam natomiast uderzał niezwykle precyzyjnie. Był przy tym wystarczająco silny i odporny na ciosy, by stawiać czoło potężniej zbudowanym rywalom. Jego jedyną wadą było to, że nie dysponował nokautującym uderzeniem.
Walka z Sullivanem odbyła się 7 września 1892 w Nowym Orleanie. Jej stawką był tytuł mistrza świata oraz 25 000 dolarów. Sullivan miał 34 lata, 178 cm wzrostu i ważył 96 kg, Corbett odpowiednio: 26 lat, 186 cm i 81 kg. Przebieg walki całkowicie udokumentował przewagę pięknego, technicznego boksu w wykonaniu Corbetta nad siłowym, jednostajnym dążeniem do zadania nokautującego ciosu w wykonaniu Sullivana. Mistrz nie mógł trafić Corbetta, stopniowo opadał z sił, aż wreszcie w 21. rundzie został znokautowany. Oznaczało to koniec pewnej epoki w dziejach boksu, odszedł ostatni wielki mistrz walki na gołe pięści.
Jako mistrz świata Corbett był bardzo aktywny, stoczył aż 141 walk pokazowych. Raz też bronił swego tytułu – 25 stycznia 1894, spotykając się z championem Anglii Charleyem Mitchellem. Mitchell był asem w walce na gołe pięści i nie lubił rękawic. Corbett znokautował go już w 3 rundzie.
Tytuł światowy stracił Corbett 17 marca 1897, kiedy to został znokautowany w 14. rundzie przez Boba Fitzsimmonsa na ringu w Carson City. Początkowo górował nad challengerem, z czasem zaczął jednak zdradzać oznaki zmęczenia i w 14. rundzie Fitzimmons trafił go potężnym ciosem w splot słoneczny. Mistrz padł na deski i nie był w stanie się podnieść. Był całkowicie świadomy, ale nogi odmówiły mu posłuszeństwa i w takiej pozycji został wyliczony. Potem zabiegał o rewanż, ale Fitzimmons obawiał się go i unikał powtórnej walki, oddając wreszcie tytuł w ręce Jima Jeffriesa.
Jeffries był byłym uczniem i sparingpartnerem Corbetta. 11 maja 1900 w Nowym Jorku doszło między nimi do pojedynku, który istotnie wyglądał jak starcie mistrza z uczniem. Corbett dał pokaz pięściarstwa, był szybszy od rywala i zadawał o wiele więcej ciosów. Tak walka wyglądała przez 22 rundy pojedynku zakontraktowanego na 25 rund. Przed 23. starciem Corbett miał powiedzieć do swych sekundantów: „No to teraz im pokażę, że umiem nie tylko tańczyć, ale również walczyć jak mężczyzna”. Bezskutecznie próbowano go od tego odwieść. W 23. rundzie wywiązała się wymiana ciosów, w wyniku której zdecydowanie słabszy fizycznie Corbett został znokautowany.
Potem doszło między tymi rywalami do jeszcze jednej walki, 14 sierpnia 1903 w San Francisco. Tym razem jednak pojedynek nie był tak emocjonujący. Corbett miał już 37 lat i z dawnej szybkości pozostało tylko wspomnienie. Jeffries szybko znalazł sposób na starego mistrza. W 10 rundzie Corbett został znokautowany. Ta walka zakończyła jego sportową karierę.
Był również zdolnym i lubianym aktorem, występował w teatrach na Broadwayu i zagrał w kilku filmach. Zmarł na raka 18 lutego 1933 w Nowym Jorku.
W 1990 został wpisany do bokserskiej galerii sław (International Boxing Hall of Fame).